# Museum für Vor- und Frühgeschichte (Berlin)

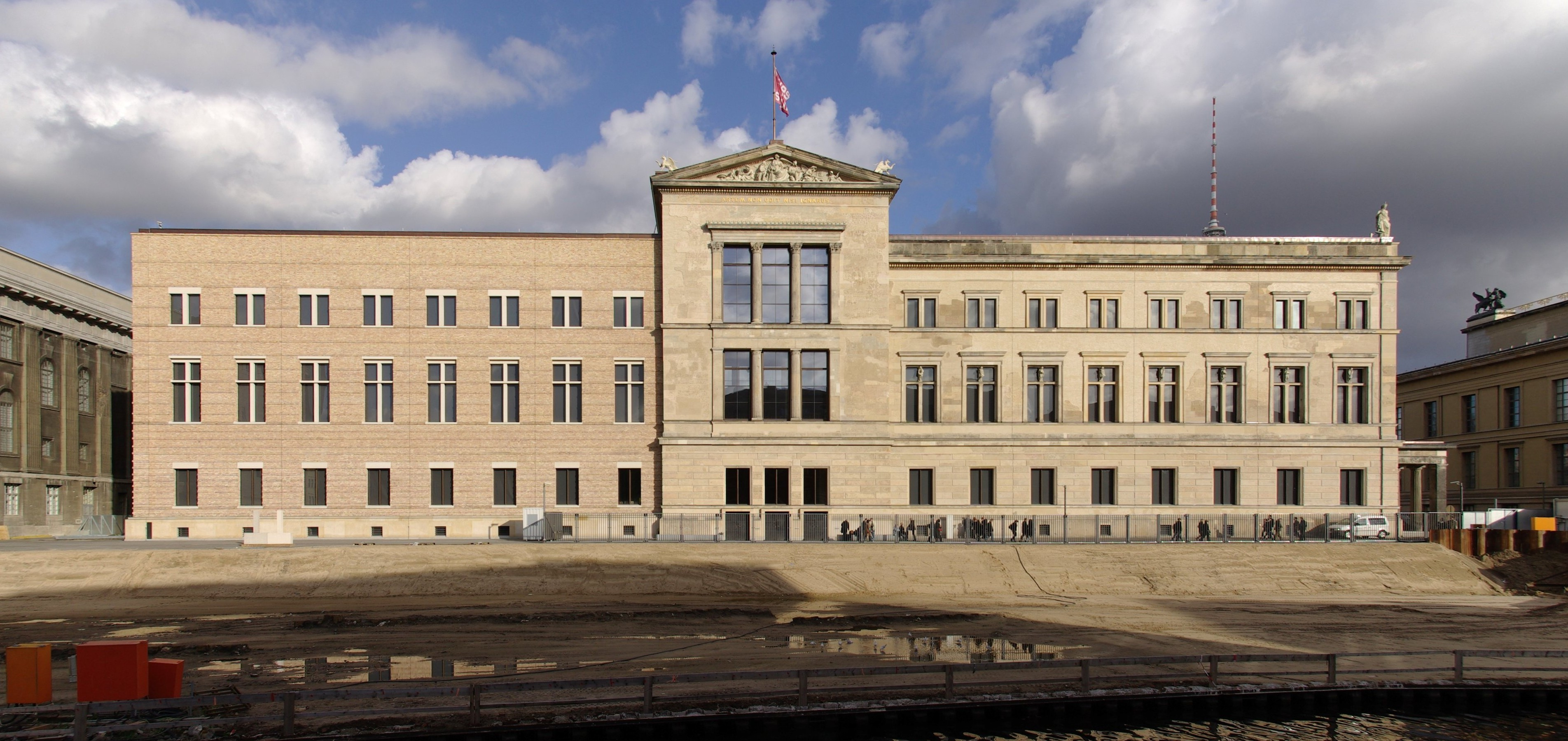
Neues Museum zu Berlin (2009)

Das Museum für Vor- und Frühgeschichte der Staatlichen Museen zu Berlin ist eine der größten überregionalen archäologischen und prähistorischen Sammlungen der Alten Welt. Es befand sich von 1960 bis zum 27. April 2009 im Langhans-Bau (ehemaliges Schlosstheater) des Schlosses Charlottenburg. Seit Oktober 2009 ist die Sammlung im Neuen Museum auf der Museumsinsel zu besichtigen.
Neben einer ständigen Ausstellung werden regelmäßig Sonderausstellungen gezeigt. Dem Museum angeschlossen ist eine Fachbibliothek zur Vor- und Frühgeschichte mit 50.000 Bänden. Außerdem ist das Museum unter anderem Sitz der Kommission zur Erforschung von Sammlungen archäologischer Funde und Unterlagen aus dem nordöstlichen Mitteleuropa und eines Projekts zur Erforschung altägyptischer Kalender.

## Geschichte
Die Sammlung des Museums geht zurück auf das Kunstkabinett der Hohenzollern, die ab 1830 im Schloss Monbijou eine Sammlung alter Fundstücke als „Museum Vaterländischer Altertümer“ aufgebaut hatten. Die Sammlung hatte später ihren Sitz zunächst im Neuen Museum, ab 1886 im Museum für Völkerkunde in der Prinz-Albrecht-Straße und ab 1921 im Martin-Gropius-Bau, der 1931 in das Staatliche Museum für Vor- und Frühgeschichte umgewandelt wurde. Zu den bedeutendsten Förderern und Beiträgern der Sammlung gehören Rudolf Virchow und Heinrich Schliemann.
Nach dem Zweiten Weltkrieg gelangten Teilbestände des Museums als Beutekunst nach Russland, unter anderem der Eberswalder Goldschatz, die Schwertscheide von Gutenstein und der Goldfund von Cottbus. Teile der geraubten Sammlung wurden 2007 in Moskau im Puschkin-Museum in einer Merowinger-Ausstellung gezeigt.
Der Umzug des Museums in das Schloss Charlottenburg erfolgte 1960, erste Ausstellungen fanden bereits ab September 1958 statt. Nach der Wende konnten die Exponate, die sich bis dahin im Ost-Berliner Museum für Ur- und Frühgeschichte befanden, wieder mit den Stücken in West-Berlin vereinigt werden. Am 26. April 2009 wurde die Ausstellung im Langhans-Bau geschlossen. Die Werkstätten bleiben vorerst am alten Standort.
Seit Herbst 2009 befinden sich die Ausstellungen im Neuen Museum in Berlin-Mitte.

## Ausstellungssäle
Das Museum kann in Form eines Rundgangs besucht werden. Dieser führt durch die folgenden Säle:

### Rudolf-Virchow-Studio
Das Rudolf-Virchow-Studio (Saal 1) ist didaktisch ausgerichtet mit Schwerpunkt auf Schulklassen. Er gibt einen anschaulichen Überblick mit praktischen Beispielen über die Technikgeschichte der Stein-, Bronze- und Eisenzeit und ist mit einer PC-Station, einem Vortragsraum und ist mit einem separaten Eingang für Schulklassen ausgestattet.

### Schliemann-Saal
Der Schliemann-Saal (Saal 104) beherbergt heute Funde und Fundkopien aus der Sammlung trojanischer Altertümer von Heinrich Schliemann, insbesondere Teile aus dem weltbekannten sog. Schatz des Priamos. Schliemann hatte diesen 1881 dem Deutschen Volke zu ewigem Besitze und ungetrennter Aufbewahrung in der Reichshauptstadt geschenkt, woraufhin Kaiser Wilhelm I. sich in einem persönlichen Brief an Schliemann bedankte und entschied, dass der Schatz des Priamos im gerade im Bau befindlichen Museum für Völkerkunde Berlin ständig ausgestellt werden solle, wo er von 1885 bis 1939 zu sehen war.
Während sich die bedeutendsten Teile des Schatzes heute im Puschkin-Museum in Russland als Beutekunst befinden und hier zum Teil nur als Kopie zu sehen sind, sind die wenigen von der Sowjetunion an die DDR sowie von Russland 1992 an Deutschland zurückgegebenen Teile im Original ausgestellt, zum Beispiel Silbergeschirr einschließlich der großen Silbervase (im Bild die oberste), in der Schliemann den aus Goldschmuck bestehenden Hauptschatz fand.

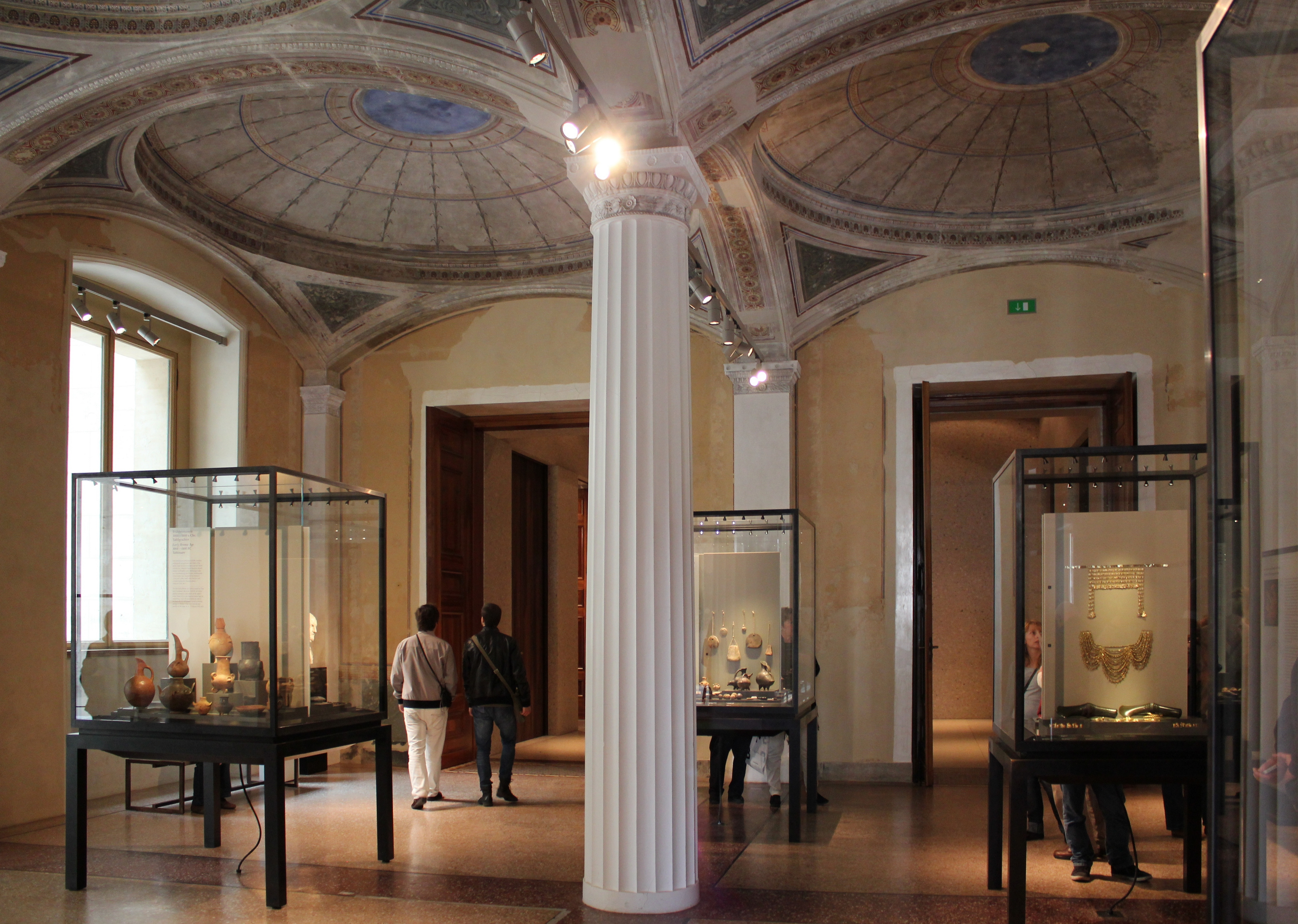
Schliemannsaal im Neuen Museum
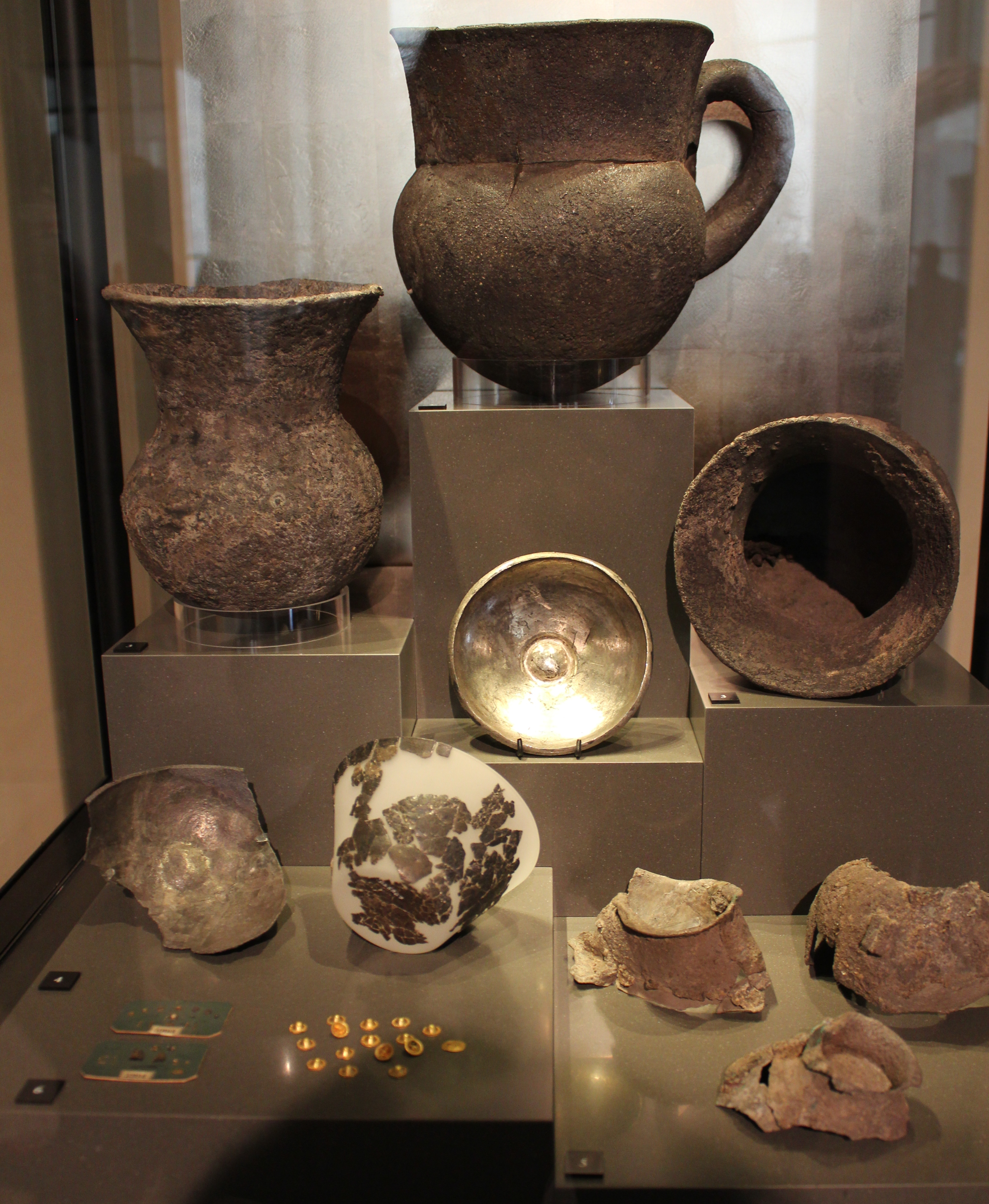
Silbergeschirr aus dem sogenannten „Schatz des Priamos“

### Stein- und Bronzezeit-Saal
Im Stein- und Bronzezeit-Saal (Saal 3) werden Funde dieser Epoche aus Europa dargestellt. Zu sehen sind Artefakte der steinzeitlichen Fundstellen von Combe Capelle und Le Moustier, Kunsterzeugnisse der Eiszeit sowie die Entwicklung der paläo- und mesolithischen Werkzeuge. Außerdem werden die neolithischen Kulturen Europas von der Bandkeramik- bis zur Glockenbecherkultur vorgestellt. Darüber hinaus sind im Abschnitt zur Bronzezeit Exponate ausgestellt, die die Entwicklung der Metallurgie und des Kults und der Bestattungsriten veranschaulichen. Geografisch reichen die Fundplätze dabei von Westeuropa, Norddeutschland und Skandinavien, dem östlichen Mitteleuropa, dem Alpen- und Donauraum bis nach Oberitalien. Zu einer der Hauptattraktionen zählt der Elch vom Hansaplatz – das vollständig erhaltene Skelett eines Breitstirnelches (Alces latifrons) aus der letzten Eiszeit.

### Goldsaal
Der Goldsaal (Saal 4) beherbergt wertvolle Edelmetallfunde der Bronzezeit, darunter vor allem den Berliner Goldhut.

### Saal 5
In Saal 5 findet man Ausstellungsstücke aus dem Zeitraum vom Beginn der Eisenzeit bis zum Mittelalter. Dies beginnt mit Funden aus der Hallstatt-Periode aus dem Alpenraum und dem Brustpanzer von Sticna, gefolgt von Fundstücken aus der Zeit der Kelten, der Germanen und der Römer. Schließlich ist das Mittelalter durch die Ausstellung von Münzen, Kleidungsstücken, Waffen und anderen Gegenständen dokumentiert.

## Sonderausstellung
Bis zum 26. April 2009 zeigte das Museum eine Ausstellung zur Geschichte der legendären Prussia-Sammlung von Königsberg (Preußen), unter Einbeziehung eigener Bestände.
Das Museum ist Veranstalter der Archäologie-Ausstellung Bewegte Zeiten. Archäologie in Deutschland vom 21. September 2018 bis 6. Januar 2019 im Martin-Gropius-Bau.

## Multaka: Treffpunkt Museum
Seit 2015 finden unter dem Titel „Multaka – Treffpunkt Museum“ Führungen zur Vermittlung von kunstgeschichtlichen Zusammenhängen für Arabisch und Persisch sprechende Besucher in Berliner Museen statt. „Multaka“ (arabisch: Treffpunkt) steht dabei als Bezeichnung für den pädagogisch vermittelten Austausch verschiedener kultureller und historischer Erfahrungen von Geflüchteten und anderen Besuchern aus Ländern des Vorderen Orients mit den Ausstellungen in Berliner Museen. Dabei vermittelt der interkulturelle Dialog mit den Besuchern deren jeweilige Sichtweisen auf die historischen Zusammenhänge der Kulturobjekte und darüber hinaus auf das eigene Verständnis vom kulturellen Erbe ihres Heimatlandes. Seit Ende 2023 ist auch das Museum für Vor- und Frühgeschichte an diesen interkulturellen Führungen beteiligt.

## Direktoren und Direktorinnen
Bis zur Eigenständigkeit 1931 als Vorsteher beziehungsweise Abteilungsdirektor der Abteilung, später Sammlung vaterländischer und anderer vorgeschichtlicher Altertümer
- 1829–1873: Leopold von Ledebur
- 1873–1886: Adolf Bastian
- 1886–1906: Albert Voß
- 1906–1908: Alfred Götze (kommissarisch)
- 1908–1925: Carl Schuchhardt
- 1926–1945: Wilhelm Unverzagt
- 1947–1958: Gertrud Dorka
- 1958–1963: Otto-Friedrich Gandert
- 1966–1990: Adriaan von Müller
- 1990–2008: Wilfried Menghin
- seit 2008: Matthias Wemhoff

Ostberliner Sammlung
(ab 1963 auf der Museumsinsel)
- 1963–1969: Werner Müller (kommissarisch)
- 1970–1976: Frauke Geupel (kommissarisch)
- 1977–1983: Erik Hühns
- 1983–1984: Frauke Geupel (kommissarisch)
- 1984–1991: Eva Zengel

Stellvertretende Direktoren und Direktorinnen
- 1977–1982 und 1984–1987: Frauke Geupel
- 1987–2000: Ingrid Griesa
- 2000–2014: Alix Hänsel
- seit 2014: Marion Bertram